# Associated Marketing Services
Associated Marketing Services (AMS) ist eine 1987 gegründete Einkaufsgemeinschaft im europäischen Einzelhandel mit Sitz in Amsterdam.
Teilhaber der AMS sind Ahold, Dansk Supermarked, Delhaize, El Corte Inglés, Esselunga, ICA, Jeronimo Martins & Filhos/Uniarme, Kesko Food Limited, Migros, Wm Morrison Supermarkets und Superquinn. Weitere Unternehmen haben den Status von Mitgliedern: Booker, Elomas, Hagar. Die AMS-Partnerschaft erstreckt sich über 20 Länder mit insgesamt 16.000 Geschäften und kann auf über 35 Jahre Erfahrung zurückblicken.
Die beschafften Produkte werden in den der AMS angeschlossenen Handelsunternehmen teilweise unter der eigenen Marke Euro Shopper vertrieben.
Geschäftsführer ist Bert Swartsenburg. Es sind (Stand: 2025) ungefähr 53 Beschäftigte angestellt, die einen Umsatz von etwa 7,3 Mrd. € erwirtschaften.
Die Eigenmarke wurde 1996 auf den Markt gebracht, es handelt sich dabei um Alltagswaren.